# Kanie (województwo mazowieckie)
Kanie – wieś sołecka w Polsce, położona w województwie mazowieckim, w powiecie pruszkowskim, w gminie Brwinów. Leży przy drodze nr 719.
Wieś szlachecka położona była w drugiej połowie XVI wieku w powiecie błońskim ziemi warszawskiej województwa mazowieckiego. W latach 1975–1998 miejscowość administracyjnie należała do województwa warszawskiego.
Miejscowość leży na gruntach należących dawniej do rodziny hrabiów Potockich. W 1827 roku ta wieś liczyła 11 domów i 90 mieszkańców. W 1847 roku Potoccy zdecydowali o przeniesieniu kilku rodzin z zamianą gruntów z Gąsina (obecnie dzielnica Pruszkowa) i przesiedlenia ich do wsi Kanie.
Według wyników spisu przeprowadzonego w 1921 roku w odrodzonej II Rzeczypospolitej wieś liczyła 26 domów oraz 160 mieszkańców, wszyscy narodowości polskiej i wyznania rzymskokatolickiego.
Kanie stały się miejscem bitwy podczas kampanii wrześniowej w 1939 roku, pomiędzy 36. Pułkiem Piechoty Legii Akademickiej a jednostką pancerną wojsk niemieckich. Dzięki temu udało się opóźnić marsz jednostek Wehrmachtu na Warszawę.
Rozwój miejscowości przypada w okresie po 1955 roku, gdy dzięki staraniom mieszkańców udało się zlokalizować przystanek na wybudowanej w 1936 roku linii WKD (wówczas EKD) łączącej Grodzisk Mazowiecki z centrum Warszawy. Od lat 80. XX wieku pozwolono na przekształcenie części gruntów rolnych pod budownictwo mieszkaniowe, dzięki czemu wzrosła liczba mieszkańców.
Na terenie Kań odkryto w latach 70. XX wieku ponad sto starodawnych dymarek, służących w średniowieczu do wytopu żelaza. Odkryto tutaj także dwie osady hutnicze datowane na okres od połowy drugiego wieku przed naszą erą do prawie końca drugiego wieku naszej ery, które wchodziły w skład Mazowieckiego Centrum Metalurgicznego.
W Kaniach znajdują się przystanki: WKD (Kanie Helenowskie) i PKS. 

## Integralne części wsi
| SIMC    | Nazwa     | Rodzaj     |
| ------- | --------- | ---------- |
| 1057440 | Helenówek | przysiółek |
| 0000589 | Popówek   | część wsi  |

## Osoby związane z Kaniami
- Kazimierz Dux (1915-2001), profesor medycyny, lekarz onkolog
- Antoni Heda (1916-2008), dowódca oddziałów partyzanckich, generał brygady Wojska Polskiego[13]
- Antoni Słomkowski (1900-1982), rektor Katolickiego Uniwersytetu Lubelskiego w latach 1944-1949[14]
- Kazimierz Kutz (1929-2018), reżyser, senator IV, V, VI i VIII kadencji Senatu, poseł na Sejm VI kadencji, wieloletni mieszkaniec Kań.
- Leszek Kryst (1929-2022), prof. dr hab. n. med. chirurgii szczękowo-twarzowej. Powstaniec Warszawski ps." Wirski", wieloletni mieszkaniec Kań[15].